# Гинджова (комуна)
Гинджова (рум. Gângiova) — комуна у повіті Долж в Румунії. До складу комуни входять такі села (дані про населення за 2002 рік):
- Гинджова (1686 осіб)
- Комоштень (1249 осіб)

Комуна розташована на відстані 188 км на захід від Бухареста, 47 км на південь від Крайови.

## Населення
За даними перепису населення 2002 року у комуні проживали 2935 осіб.
Національний склад населення комуни:
| Національність | Кількість осіб | Відсоток |
| -------------- | -------------- | -------- |
| румуни         | 2565           | 87,4%    |
| цигани         | 368            | 12,5%    |
| угорці         | 2              | 0,1%     |

Рідною мовою назвали:
| Мова      | Кількість осіб | Відсоток |
| --------- | -------------- | -------- |
| румунська | 2611           | 89,0%    |
| циганська | 322            | 11,0%    |
| угорська  | 2              | 0,1%     |

Склад населення комуни за віросповіданням:
| Релігія       | Кількість осіб | Відсоток |
| ------------- | -------------- | -------- |
| православні   | 2810           | 95,7%    |
| п'ятдесятники | 73             | 2,5%     |
| реформати     | 8              | 0,3%     |
| адвентисти    | 7              | 0,2%     |
| старообрядці  | 4              | 0,1%     |